# Estação San Lázaro
A Estação San Lázaro é uma das estações do Metrô da Cidade do México, situada na Cidade do México, entre a Estação Moctezuma, a Estação Candelaria, a Estação Ricardo Flores Magón e a Estação Morelos. Administrada pelo Sistema de Transporte Colectivo, faz parte da Linha 1 e da Linha B.
Foi inaugurada em 4 de setembro de 1969. Localiza-se no cruzamento da Avenida Eduardo Molina com a Estrada Ignacio Zaragoza. Atende os bairros 7 de julio e 10 de mayo, situados na demarcação territorial de Venustiano Carranza. A estação registrou um movimento de 17.641.650 passageiros em 2016.